# Lista odcinków serialu Dziwna para
Poniżej znajduje się lista odcinków serialu telewizyjnego Dziwna para – emitowanego przez amerykańską stację telewizyjną  CBS od 19 lutego 2015 roku. Od 8 czerwca 2015 roku telewizja n udostępniła serial w Polsce w usłudze VOD
| Sezon | Sezon | Odcinki | Oryginalna emisja CBS | Oryginalna emisja CBS | Oryginalna emisja nSeriale | Oryginalna emisja nSeriale | Oryginalna emisja nSeriale |
| Sezon | Sezon | Odcinki | Premiera sezonu       | Finał sezonu          | Premiera sezonu            | Finał sezonu               |                            |
| ----- | ----- | ------- | --------------------- | --------------------- | -------------------------- | -------------------------- | -------------------------- |
|       | 1     | 12      | 19 lutego 2015        | 14 maja 2015          | 8 czerwca 2015             | 24 sierpnia 2015           |                            |
|       | 2     | 13      | 7 kwietnia 2016       | 23 maja 2016          | 1 czerwca 2016             | 24 sierpnia 2016           |                            |
|       | 3     | 13      | 17 października 2016  | 30 stycznia 2017      | 1 maja 2017                | nieemitowany               |                            |

## Sezon 1 (2015)
| Nr | #  | Tytuł                            | Reżyseria           | Scenariusz                       | Premiera CBS     | Premiera nSeriale |
| -- | -- | -------------------------------- | ------------------- | -------------------------------- | ---------------- | ----------------- |
| 1  | 1  | Pilot                            | Matthew Perry       | Joe Keenan, Matthew Perry        | 19 lutego 2015   | 8 czerwca 2015    |
| 2  | 2  | The Ghostwriter                  | Lesley Wake Webster | Phill Lewis                      | 26 lutego 2015   | 15 czerwca 2015   |
| 3  | 3  | The Birthday Party               | Phill Lewis         | Dan O’Shannon                    | 5 marca 2015     | 22 czerwca 2015   |
| 4  | 4  | The Blind Leading The Blind Date | Phill Lewis         | Tucker Cawley                    | 12 marca 2015    | 29 czerwca 2015   |
| 5  | 5  | The Wedding Deception            | Phill Lewis         | Joe Keenan                       | 2 kwietnia 2015  | 6 lipca 2015      |
| 6  | 6  | Heal Thyself                     | Mark Cendrowski     | Bob Daily                        | 9 kwietnia 2015  | 13 lipca 2015     |
| 7  | 7  | Secret Agent Man                 | Mark Cendrowski     | Tony Dodds                       | 16 kwietnia 2015 | 20 lipca 2015     |
| 8  | 8  | The Unger Games                  | Andy Cadiff         | Tad Quill                        | 23 kwietnia 2015 | 27 lipca 2015     |
| 9  | 9  | Sleeping Dogs Lie                | Mark Cendrowski     | Emily Cutler                     | 30 kwietnia 2015 | 3 sierpnia 2015   |
| 10 | 10 | Enlightening Strikes             | Phill Lewis         | Tucker Cawley, Emily Cutler      | 7 maja 2015      | 10 sierpnia 2015  |
| 11 | 11 | Jealous Island                   | Mark Cendrowski     | Cindy Appel, Michael J.S. Murphy | 14 maja 2015     | 17 sierpnia 2015  |
| 12 | 12 | The Audit Couple                 | Andy Cadiff         | Dan O’Shannon                    | 14 maja 2015     | 24 sierpnia 2015  |

## Sezon 2 (2016)
| Nr | #  | Tytuł                   | Reżyseria            | Scenariusz                                  | Premiera CBS     | Premiera nSeriale |
| -- | -- | ----------------------- | -------------------- | ------------------------------------------- | ---------------- | ----------------- |
| 13 | 1  | All About Eavesdropping | Phill Lewis          | Emily Cutler                                | 7 kwietnia 2016  | 1 czerwca 2016    |
| 14 | 2  | Unger the Influence     | Phill Lewis          | Dan O’Shannon                               | 14 kwietnia 2016 | 8 czerwca 2016    |
| 15 | 3  | From Here to Maturity   | Mark Cendrowski      | Tucker Cawley                               | 21 kwietnia 2016 | 15 czerwca 2016   |
| 16 | 4  | Madison & Son           | Mark Cendrowski      | Bob Daily                                   | 28 kwietnia 2016 | 22 czerwca 2016   |
| 17 | 5  | Oscar's Overture        | Beth McCarthy-Miller | Joe Port, Joe Wiseman                       | 2 maja 2016      | 29 czerwca 2016   |
| 18 | 6  | An Oscar Named Desire   | Katy Garretson       | Emily Cutler, Neil Goldman, Garrett Donovan | 5 maja 2016      | 6 lipca 2016      |
| 19 | 7  | Make Room for Dani      | Phill Lewis          | Neil Goldman, Garrett Donovan               | 9 maja 2016      | 13 lipca 2016     |
| 20 | 8  | A Dinner Engagement     | Victor Gonzalez      | Ryan Raddatz                                | 12 maja 2016     | 20 lipca 2016     |
| 21 | 9  | Chess Nuts              | Katy Garretson       | Michael J.S. Murphy, Frank O. Wolff         | 16 maja 2016     | 27 lipca 2016     |
| 22 | 10 | Odd Man Out             | Mark Cendrowski      | Tony Dodds                                  | 19 maja 2016     | 3 sierpnia 2016   |
| 23 | 11 | Road Scholar            | Andy Fickman         | Stephanie Furman Darrow                     | 19 maja 2016     | 10 sierpnia 2016  |
| 24 | 12 | All Residents Men       | Jeff Greenstein      | Stephanie Furman Darrow, Tony Dodds         | 23 maja 2016     | 17 sierpnia 2016  |
| 25 | 13 | The Ex-Factor           | Jeff Greenstein      | Bob Daily, Ryan Raddatz                     | 23 maja 2016     | 24 sierpnia 2016  |

## Sezon 3 (2016-2017)
| Nr | #  | Tytuł                            | Reżyseria       | Scenariusz                                         | Premiera CBS         | Premiera nSeriale |
| -- | -- | -------------------------------- | --------------- | -------------------------------------------------- | -------------------- | ----------------- |
| 26 | 1  | London Calling                   | Mark Cendrowski | Bob Daily                                          | 17 października 2016 | 1 maja 2017       |
| 27 | 2  | Food Fight                       | Ted Wass        | Tucker Cawley                                      | 24 października 2016 | 8 maja 2017       |
| 28 | 3  | I Kid, You Not                   | Pamela Fryman   | Stephanie Furman Darrow                            | 31 października 2016 | 15 maja 2017      |
| 29 | 4  | Taffy Days                       | Phill Lewis     | Donick Cary, Ryan Raddatz, Stephanie Furman Darrow | 14 listopada 2016    | 22 maja 2017      |
| 30 | 5  | Miss England                     | Jeff Greenstein | Emily Cutler                                       | 14 listopada 2016    | 29 maja 2017      |
| 31 | 6  | Eisen Trouble                    | Jeff Greenstein | Ryan Raddatz                                       | 21 listopada 2016    | 5 czerwca 2017    |
| 32 | 7  | The Odd Couples                  | Ted Wass        | Tom Hertz                                          | 28 listopada 2016    | 12 czerwca 2017   |
| 33 | 8  | Felix Navidad                    | Phill Lewis     | Emily Cutler, Tony Dodds, Tom Hertz                | 12 grudnia 2016      | 19 czerwca 2017   |
| 34 | 9  | My Bestfriend's Girl             | Phill Lewis     | Donick Cary                                        | 2 stycznia 2017      | 26 czerwca 2017   |
| 35 | 10 | Should She Stay or Should She Go | Phill Lewis     | Tony Dodds                                         | 9 stycznia 2017      | nieemitowany      |
| 36 | 11 | Batman vs. The Penguin           | Mark Cendrowski | Frank O. Wolff, Michael J.S. Murphy, Dante Russo   | 16 stycznia 2017     | nieemitowany      |
| 37 | 12 | The God Couple                   | Pamela Fryman   | Kristi Korzec, Dan O’Shannon, Aaron Shure          | 30 stycznia 2017     | nieemitowany      |
| 38 | 13 | Conscious Odd Coupling           | Pamela Fryman   | Bob Daily, Tucker Cawley                           | 30 stycznia 2017     | nieemitowany      |